# Grado Celsius
     Paesi che usano Celsius (°C).
     Paesi che usano sia Fahrenheit (°F) che Celsius (°C).
     Paesi che usano Fahrenheit (°F).

Paesi che usano Celsius (°C).
Paesi che usano sia Fahrenheit (°F) che Celsius (°C).
Paesi che usano Fahrenheit (°F).

Il grado Celsius (in simboli °C; pronuncia italiana: /ˈt͡ʃɛlsjus/; pronuncia svedese: /ˈsɛlsɪɵs/), detto in passato anche centigrado, è l'unita di una scala di misura per la temperatura che definisce una temperatura relativa, così chiamata dal nome dell'astronomo svedese Anders Celsius (1701-1744), che la propose per la prima volta nel 1742.
La scala Celsius fissa il punto di fusione del ghiaccio in una miscela d'acqua satura d'aria a 0 °C e il punto di ebollizione a 99,974 °C in condizioni standard di pressione (1 bar, leggermente inferiore a un'atmosfera, pressione alla quale l'acqua bolle a 100 gradi Celsius).
In origine la scala ideata da Celsius aveva il punto di ebollizione dell'acqua a 0 °C, e il punto di fusione a 100 °C; dopo la sua morte la scala fu però invertita nel 1745 da Linneo o da Daniel Ekström, il produttore dei termometri utilizzati da Celsius, trasformandola in quella oggi di uso comune.
La definizione ufficiale corrente della scala Celsius pone 0,01 °C come il punto triplo dell'acqua, e un grado come 1/273,16 della differenza di temperatura tra il punto triplo dell'acqua e lo zero assoluto. Questa definizione assicura che la differenza di temperatura di un grado Celsius rappresenti la stessa differenza di temperatura di un kelvin.

## Conversione
| Conversione da   | a                | Formula                |
| ---------------- | ---------------- | ---------------------- |
| grado Celsius    | grado Fahrenheit | °F=(9/5 × °C) + 32     |
| grado Fahrenheit | grado Celsius    | °C=(5/9) × (°F − 32)   |
| grado Celsius    | grado Kelvin     | K=°C + 273,15          |
| grado Kelvin     | grado Celsius    | °C=K − 273,15          |
| grado Celsius    | grado Rankine    | °R=°C × 1,8 + 491,67   |
| grado Rankine    | grado Celsius    | °C=(°R − 491,67)/1,8   |
| grado Celsius    | grado Réaumur    | °r=°C × 0,8            |
| grado Réaumur    | grado Celsius    | °C=°r × 1,25           |
| grado Celsius    | grado Newton     | °N=°C × (33/100)       |
| grado Newton     | grado Celsius    | °C=°N × (100/33)       |
| grado Celsius    | grado Delisle    | °De=(100 − °C) × 3/2   |
| grado Delisle    | grado Celsius    | °C=100 − °De × 2/3     |
| grado Celsius    | grado Rømer      | °Rø=°C × 21/40 + 7,5   |
| grado Rømer      | grado Celsius    | °C=(°Rø − 7,5) × 40/21 |

Le scale termometriche di Celsius e di Fahrenheit si incrociano allo stesso valore di −40 gradi, cioè il valore di −40 °C corrisponde a quello di −40 °F.
Un metodo per convertire Celsius in Fahrenheit è di moltiplicare per 1,8 e aggiungere 32.
°F=°C × 1,8 + 32
Al contrario, per convertire Fahrenheit in Celsius occorre sottrarre 32 e dividere per 1,8.
°C=(°F − 32) / 1,8
La scala Celsius è utilizzata nella maggior parte del mondo quotidianamente, anche se nei mass media era ancora chiamata frequentemente centigrada fino agli anni novanta, in particolar modo nelle previsioni del tempo. Negli Stati Uniti (nonché nei territori non incorporati e negli Stati liberamente associati del Pacifico), in Belize, in Liberia e in alcune isole caraibiche si utilizza invece la scala Fahrenheit, ma anche questi Paesi utilizzano la scala Celsius oppure la Kelvin nell'ambito di applicazioni scientifiche o tecnologiche.
Altre scale di temperatura sono: Newton (circa 1700), Rømer (1701), Fahrenheit (1724), Réaumur (1731), Delisle o de Lisle (1738), Rankine (1859), kelvin (1862) e Leiden (circa 1894). Notare che "kelvin" è minuscolo perché è un'unità SI, anche se deriva dal titolo nobiliare dello scienziato William Thomson, I barone Kelvin.
Secondo la norma ISO 31-0, universalmente adottata per l'espressione delle unità di misura, che oggi risulta integrata nella norma ISO 80000-1:2009, nei testi è prescritto di inserire una spaziatura tra valore numerico e simbolo dei gradi Celsius

## Grado centigrado
Poiché ci sono cento divisioni tra il punto di congelamento e il punto di ebollizione, il termine originale per questo sistema era grado centigrado o grado centesimale. Nel 1948 il nome fu ufficialmente cambiato in Celsius dalla nona Conferenza Generale dei Pesi e delle Misure (CR 64), per eliminare una serie di ambiguità:
- il prefisso centi- è usato dal sistema SI per i sottomultipli;
- un nome più corretto, perlomeno da quando fu invertita la scala da Linneo, sarebbe stato quindi "ettogrado";
- anche ettogrado è ambiguo e in enologia indica il contenuto di alcol per ettolitro di vino;
- il termine "grado centigrado" veniva usato anche per indicare il grado centesimale usato per la misurazione degli angoli.

La decisione della Conferenza Generale dei Pesi e delle Misure ebbe l'obiettivo di eliminare le ambiguità e associare inequivocabilmente a Celsius la creazione della scala (nonostante l'importante contributo di Linneo); inoltre si uniformò la scala a quelle Kelvin, Fahrenheit, Réaumur e Rankine, che avevano tutte come nome quello del loro inventore. Nonostante ciò, in Italia normalmente ci si riferisce ancora ai gradi Celsius come "gradi centigradi".